# Coleophora virgatella
Coleophora virgatella é uma espécie de mariposa do gênero Coleophora pertencente à família Coleophoridae.